# Maisons (Calvados)
Maisons è un comune francese di 414 abitanti situato nel dipartimento del Calvados nella regione della Normandia.

## Società

### Evoluzione demografica
Abitanti censiti